# Linocerus gracilis
Linocerus gracilis is een wandelende tak uit de familie Bacillidae. De wetenschappelijke naam van deze soort is voor het eerst voorgesteld door George Robert Gray in een publicatie uit 1835.
De soort komt voor in China.